# Flers-en-Escrebieux
 Flers-en-Escrebieux  es una población y comuna francesa, en la región de Norte-Paso de Calais, departamento de Norte, en el distrito de Douai y cantón de Douai-Nord-Est.

## Demografía
| 6132 | 6675 | 6431 | 5491 | 5344 | 5540 |
| Para los censos de 1962 a 1999 la población legal corresponde a la población sin duplicidades (Fuente: INSEE [Consultar]) |      |      |      |      |      |